# وحید عزیزی
وحید عزیزی (زاده ۱۱ دی ۱۳۶۶ - اردبیل) بازیکن فوتبال اهل ایران است.
وی سابقه عضویت در تیم‌های شهرداری اردبیل، شهرداری تبریز، فولاد یزد، پارس جنوبی جم، راه‌آهن، کارون اروند خرمشهر و خوشه طلایی را در کارنامه دارد.
عزیزی رکورد ۱۰۳۰ دقیقه بسته نگه داشتن دوازه خود در مسابقات لیگ دسته فوتبال ایران را در کارنامه دارد.